# Station Port-Brillet
Station Port-Brillet is een spoorwegstation in de Franse gemeente Port-Brillet.